# Iveco Bus Ellisup
De Iveco Bus Ellisup is een elektrisch aangedreven integral low floor-stadsbus, geproduceerd door de Franse busfabrikant Iveco Bus. De bus is in oktober 2013 geïntroduceerd op de beurs Busworld in Kortrijk en is ontwikkeld in samenwerking met Michelin, RATP, EDF, CEA, IFP Énergies nouvelles, IFSTTAR, ERCTEEL en RECUPYL. Het doel van de samenwerking was om een bus te ontwikkelen dat volledig elektrisch kan rijden en in een paar minuten tijd kan opladen aan het einde van de rit, door middel van een soort van pantograaf. In tegenstelling tot andere bussen van 12 meter, heeft de Ellisup acht kleinere wielen op vier assen, daar waar andere bussen vier grote wielen op twee assen hebben. De aandrijving van de bus wordt verzorgd door een elektrische motor, die is ontwikkeld door Michelin.